# Erwin Schneider (Bergsteiger)

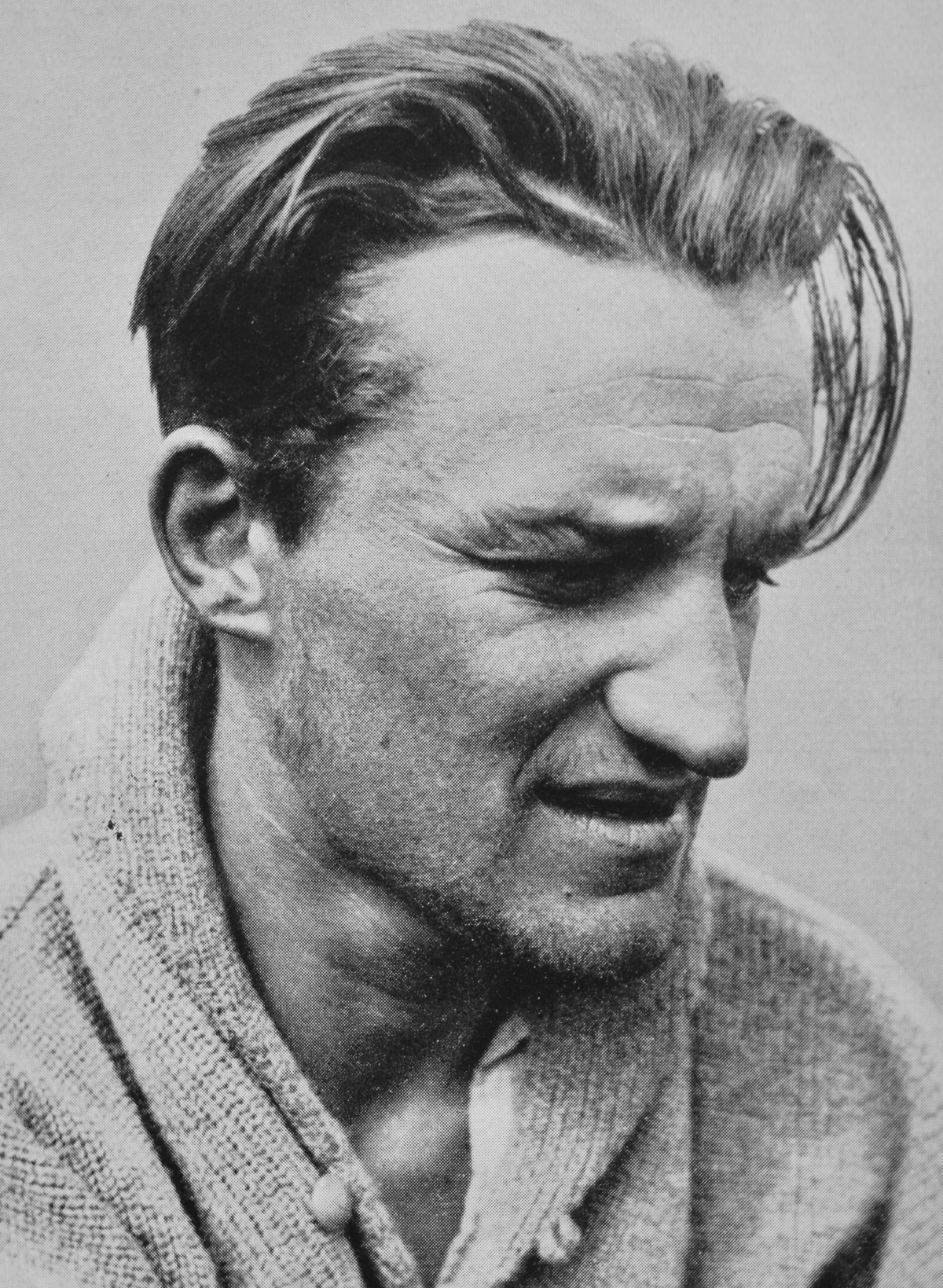
Erwin Schneider (um 1930)

Erwin Hermann Manfred Schneider (* 13. April 1906 in St. Joachimsthal; † 18. August 1987 in Lech am Arlberg) war ein österreichischer Bergsteiger und Kartograph.

## Herkunft
Erwin Schneider wurde am 13. April 1906 als ehelicher Sohn des in Kitzbühel aufgewachsenen Hüttenverwalters Anton Schneider und der aus Idria stammenden Johanna geb. Zazula im Haus Nr. 415 im böhmischen Sankt Joachimsthal geboren und am 10. Mai 1906 auf den Namen Erwin Hermann Manfred Schneider katholisch getauft. Sein Großvater war der Bergrat Florian Schneider aus Klausen bei Bozen.

## Erfolge als Bergsteiger
Eine aufsehenerregende Leistung war am 25. Juli 1928 die Erstbesteigung des Pik Lenin (7134 m) zusammen mit Karl Wien und Eugen Allwein – zum damaligen Zeitpunkt der Rekord für den höchsten bestiegenen Berg – mit der Deutsch-Sowjetischen Alai-Pamir-Expedition. Im Zuge der von Günter Oskar Dyhrenfurth geleiteten internationalen Himalaya-Expedition von 1930 erreichte Schneider vier weitere Siebentausender-Gipfel in der Kangchendzönga-Region und verbesserte den Gipfelrekord zusammen mit anderen Expeditionsmitgliedern auf 7462 Meter am Jongsang Ri.
Damals waren insgesamt erst elf Siebentausender bestiegen worden, an fünf dieser Erstbesteigungen war Erwin Schneider beteiligt gewesen, das hatte ihm in Bergsteigerkreisen einige Berühmtheit eingebracht. So bezeichnete ihn Hermann Buhl zu Anfang seiner Karriere ehrfürchtig als den „Siebentausenderkönig“.
Schneider war Mitglied der beiden ersten Deutsch-Österreichischen Alpenvereinsexpeditionen in den Peruanischen Anden. Im Zuge der insgesamt drei Expeditionen in den Jahren 1932, 1936 und 1939 wurden 12 der 18 Sechstausender der Cordillera Blanca erstbestiegen (ebenso Berge der Cordillera Huayhuash) und erstmals Bergkarten der Region erstellt. Neben seiner Arbeit als Kartograph gelangen Schneider hierbei insbesondere viele Erstbesteigungen.
Zudem war Erwin Schneider Mitglied der tragisch verlaufenen Deutschen Nanga-Parbat-Expedition von 1934. Zusammen mit Peter Aschenbrenner erreichte er eine Höhe von 7895 m, bis durch einen Wetterumschwung ein Großteil der Mannschaft umkam und die Besteigung abgebrochen wurde. Schneider und Aschenbrenner wurden in der Folge unter anderem der Verletzung der Beistandspflicht beschuldigt. Schlussendlich konnte den beiden aber keinerlei Fehlverhalten nachgewiesen werden und letztlich waren diese Auseinandersetzungen im Nachspiel auch ideologisch und durch Konkurrenzdenken motiviert.
Eine Einladung zur Teilnahme an der Expedition zum Nanga Parbat im Jahr 1953, bei der Hermann Buhl die Erstbesteigung gelang, lehnte Schneider nach Unstimmigkeiten mit der Organisationsleitung ab. Laut den Berichten Buhls hat Schneider ihm allerdings im Vorfeld wertvolle Informationen über die Beschaffenheit der Gipfelregion gegeben.

## Leistungen als Kartograph
Erwin Schneider war Mitglied in der Arbeitsgemeinschaft für vergleichende Hochgebirgsforschung, offizieller Kartograph des Deutschen Alpenvereins und hatte den Titel eines Professors.
In der Nachbereitung der Peru-Expeditionen wurden mehrere Karten und Bücher über die peruanischen Anden publiziert, an deren Erstellung er maßgeblich beteiligt war.
Gemeinsam mit Rüdiger Finsterwalder erstellte er ein Kartenwerk von Teilen Nepals im großen Maßstab – die sogenannten „Schneider-Karten“. Diese werden von vielen Experten als weltweit unübertroffen in ihrer Abbildungsweise extremer Hochgebirgslandschaften angesehen. Insbesondere wurden hierbei die ersten qualitativ hochwertigen Karten des Khumbus und der Berge um den Mount Everest erstellt.

## Erstbesteigungen (Auszug)

### Asien
- Pik Lenin (7134 m) am 25. September 1928
- Ramthang Lho (6601 m) am 19. Mai 1930
- Nepal Peak (7177 m) am 24. Mai 1930 (Alleingang)
- Jongsang Ri (7462 m) am 3. Juni 1930 gemeinsam mit Hermann Hoerlin
- Chorten Nyima (Dodang Nyima Peak) (6927 m) am 10. Juni 1930

### Südamerika
- Huascarán Sur (höchster Berg Perus mit 6746 m) am 20. Juli 1932 gemeinsam mit Wilhelm Bernard, Philipp Borchers, Erwin Hein, Hermann Hoerlin, Nestor Montes und Faustino Rojo über die heutige Normalroute.
- Chopicalqui (6345 m) am 3. August 1932 gemeinsam mit Borchers, Hein und Hoerlin über den Südwestgrat.
- Artesonraju (6025 m) am 19. August 1932 gemeinsam mit Hein über Nordgrat und Nordostsporn.
- Huandoy (6395 m) am 12. September 1932 gemeinsam mit Hein über die Südhänge.
- Copa (6188 m) am 26. September 1932 gemeinsam mit Hein über die Westseite.
- Quitaraju (6036 m) am 17. Juni 1936 gemeinsam mit Arnold Awerzger über den Westgrat.
- Pucajirca Sur (6039 m) am 1. Juli 1936 solo.
- Siula Grande (6344 m) am 28. Juli 1936 gemeinsam mit Awerzger über den Nordgrat.
- Rasac (6017 m) auch im Jahr 1936 solo.